# Prismognathus platycephalus
Prismognathus platycephalus es una especie de coleóptero de la familia Lucanidae.

## Distribución geográfica
Habita en Darjeeling, Khasi, Nepal, Bután y  Yunnan.